# Giuseppe Palica
Giuseppe Palica (* 8. Oktober 1869 in Rom; † 16. Dezember 1936 ebenda) war ein italienischer Bischof.
Am 18. Dezember 1892 wurde er zum Priester für das Bistum Rom geweiht. Am 13. November 1914 wurde er zum Konsultor der Konzilskongregation ernannt und am 8. Dezember 1914 zum Prelato Domestico. Papst Benedikt XV. ernannte ihn am 25. April 1917 zum Vizegerent im Bistum Rom und Titularbischof von Philippi. Kardinalvikar Basilio Pompili weihte ihn am 20. Mai 1917 zum Bischof. Mitkonsekratoren waren Pietro di Maria, Bischof von Catanzaro, und Giulio Serafini, Titularbistum von Lampsacus.
In seiner Zeit als Vizegerent weihte er 13 Priester, die später Bischöfe wurden und war Mitkonsekrator bei 15 Bischofweihen, unter anderen der von Angelo Roncalli, dem späteren Papst Johannes XXIII.
Palica war bei der Unterzeichnung des Reichskonkordats am 20. Juli 1933 zugegen.